# 部族会议
部族会议（拉丁語：comitia populi tributa）是古罗马全体男性公民组成的集合，参会者包括贵族与平民两者，以部族的形式构成。罗马城市人口的绝大多数，被分配在四个城市的部族之中，后来部族增加到35个。